# Mostiman Triathlon

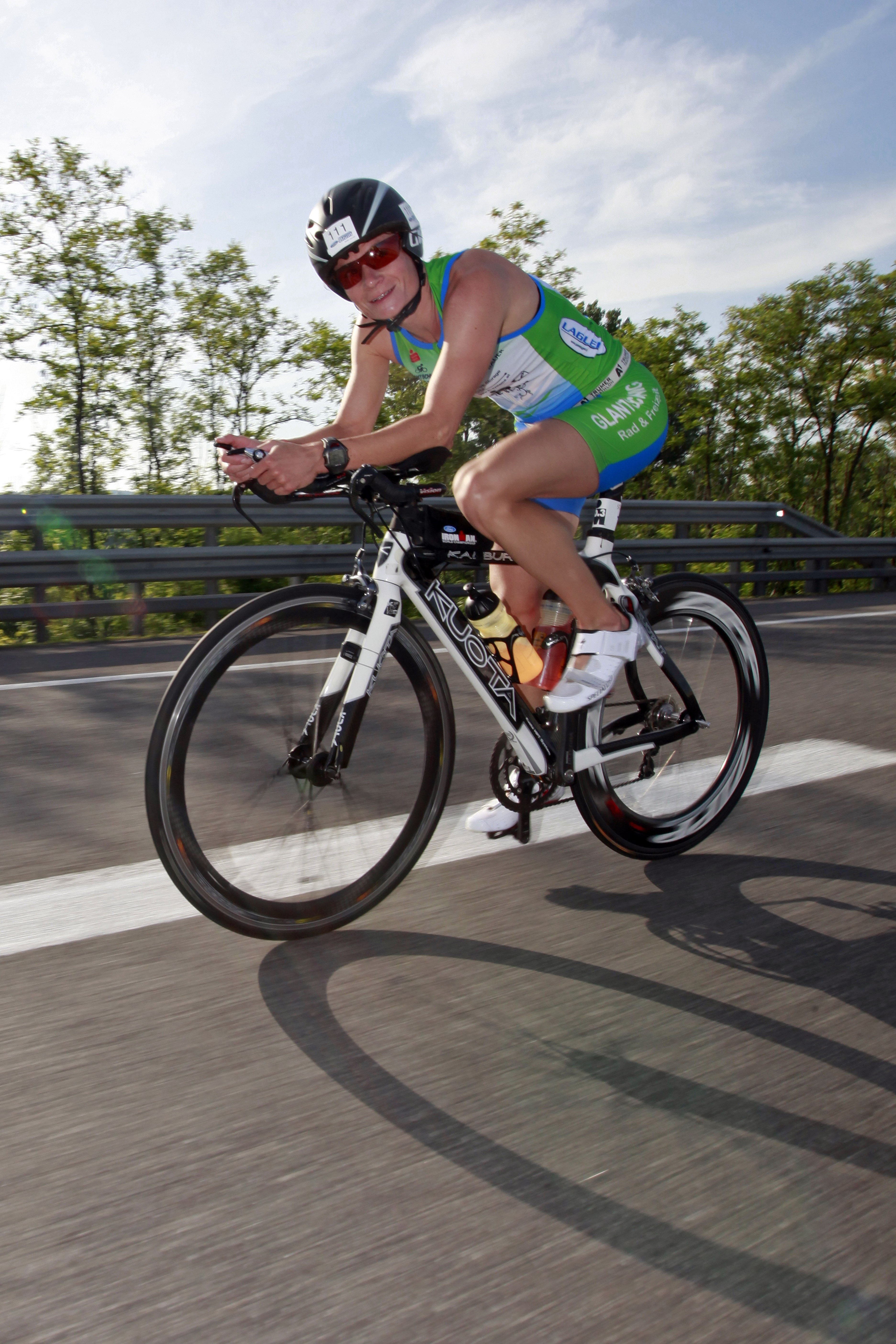
Simone Fürnkranz, Siegerin auf der olympischen Distanz 2015 und Triathlon-Staatsmeisterin (2017)

Der Mostiman Triathlon ist eine seit 2010 jährlich in Wallsee-Sindelburg an der Donau im Mostviertel stattfindende Triathlon-Sportveranstaltung und gilt als eine der bekanntesten Triathlon-Veranstaltungen in Österreich.

## Organisation
Der Wettbewerb wird seit 2010 über die olympische Distanz (1,5 km Schwimmen, 38 km Radfahren und 10 km Laufen) ausgetragen.
Bei diesem Rennen werden auch jährlich die Niederösterreichischen Landesmeisterschaften Triathlon in verschiedenen Klassen ausgerichtet. Seit 2015 wird mit dem „Supaman“ auch ein Rennen über die Sprintdistanz (0,75 km Schwimmen, 20 km Radfahren und 5 km Laufen) ausgetragen.
2017, 2018, 2021 und 2024 wurden hier auch die Triathlon-Staatsmeister auf der Kurzdistanz ermittelt. Über die Sprintdistanz (750 m Schwimmen, 19 km Radfahren und 5 km Laufen) wurde am 25. Juli 2020 die Staatsmeisterschaft auf der Sprintdistanz ausgetragen.

## Ergebnisse

### Olympische Distanz
Das Rennen über die olympische Distanz (1,5 km Schwimmen, 38 km Radfahren und 10 km Laufen) wird seit 2010 ausgetragen.
- Das Schwimmen geht über die 1500 m im Donau-Altarm.
- Die 38 km lange Radstrecke (mit Windschattenverbot) verlaufen auf einer großteils flachen Strecke mit zwei Anstiegen.
- Die abschließende Laufdistanz geht über drei Runden zu 3,33 km.

| N ° | Datum/Jahr    | Männer                | Männer                  | Männer                  | Frauen                 | Frauen              | Frauen              |
| N ° | Datum/Jahr    | Erster Platz          | Zweiter Platz           | Dritter Platz           | Erster Platz           | Zweiter Platz       | Dritter Platz       |
| --- | ------------- | --------------------- | ----------------------- | ----------------------- | ---------------------- | ------------------- | ------------------- |
| 16  | 12. Juli 2025 |                       |                         |                         |                        |                     |                     |
| 15  | 13. Juli 2024 | Lukas Pertl           | Leon Pauger             | Sebastian Aschenbrenner | Tabea Huys             | Tanja Stroschneider | Susanne Silberbauer |
| 14  | 8. Juli 2023  | Mario Datzberger      | Christian Bruckner      | Dávid Andor             | Sandra Steinwender     | Katharina Blutsch   | Magdalena Ripfl     |
| 13  | 23. Juli 2022 | Jan Bader             | Sebastian Aschenbrenner | Christian Bruckner      | Carolina Sandhofer     | Verena Jax          | Valerie Hütter      |
| 12  | 24. Juli 2021 | Paul Ruttmann -2-     | Daniel Niederreiter     | Oliver Janny            | Simone Kumhofer -2-    | Lemuela Wutz        | Yasmin Rieger       |
| 11  | 26. Juli 2020 | Paul Ruttmann         | Michael Weiss           | Maximilian Hammerle     | Caroline Larsson       | Henrike Güber       | Jacqueline Kallina  |
| 10  | 21. Juli 2019 | Michael Weiss         | Massimo Köstl-Lenz      | Sebastian Aschenbrenner | Simone Kumhofer        | Carolina Sandhofer  | Marisa Leitner      |
| 9   | 14. Juli 2018 | Nikolaus Wihlidal -3- | Lukas-Paul Kollegger    | Marcel Pachteu          | Beatrice Weiß          | Simone Fürnkranz    | Victoria Schenk     |
| 8   | 16. Juli 2017 | Nikolaus Wihlidal -2- | Per Bittner             | Stefan Hehenwarter      | Yvonne van Vlerken -3- | Simone Fürnkranz    | Sylvia Gehnböck     |
| 7   | 10. Juli 2016 | Nikolaus Wihlidal     | Stefan Hehenwarter      | Johann Grundbichler     | Lisa Hütthaler -2-     | Victoria Schenk     | Simone Fürnkranz    |
| 6   | 12. Juli 2015 | Thomas Steger -2-     | István Király           | Nikolaus Wihlidal       | Simone Fürnkranz       | Victoria Schenk     | Ivett Nagy          |
| 5   | 13. Juli 2014 | Thomas Steger         | Per Bittner             | Stefan Hehenwarter      | Yvonne van Vlerken -2- | Simone Fürnkranz    | Victoria Schenk     |
| 4   | 21. Juli 2013 | Per Bittner           | István Király           | Stefan Hehenwarter      | Yvonne van Vlerken     | Victoria Schenk     | Sabine Suck         |
| 3   | 23. Juli 2012 | Peter Bajai           | Nikolaus Wihlidal       | Dávid Ruzsás            | Lisa Hütthaler         | Renata Koch         | Eszter Dudás        |
| 2   | 24. Juli 2011 | Franz Höfer           | Attila Fecskovics       | Balázs Pocsai           | Zsófia Forró           | Simone Fürnkranz    | Renate Forstner     |
| 1   | 18. Juli 2010 | Dominik Berger        | Nikolaus Wihlidal       | Alexander Frühwirth     | Bettina Zelenka        | Dominique Angerer   | Anja Jedynak        |

| ÖTRV – Staatsmeisterschaft Kurzdistanz |

### Sprintdistanz
Über die Sprintdistanz (750 m Schwimmen, 19 km Radfahren und 5 km Laufen) wurde 2020 erstmals die Österreichische Staatsmeisterschaft Sprintdistanz ausgetragen.
| N ° | Datum/Jahr    | Männer            | Männer               | Männer            | Frauen           | Frauen          | Frauen           |
| N ° | Datum/Jahr    | Erster Platz      | Zweiter Platz        | Dritter Platz     | Erster Platz     | Zweiter Platz   | Dritter Platz    |
| --- | ------------- | ----------------- | -------------------- | ----------------- | ---------------- | --------------- | ---------------- |
| 13  | 2024          | Márton Balogh     | Hannes Bühringer     | Patrick Wallimann | Susanne Bucher   | Tatjana Honay   | Alexandra Blazek |
| 12  | 8. Juli 2023  | Jan Bader         | Peter Luftensteiner  | David Vollmann    | Tabea Huys       | Alice Riebler   | Carina Reicht    |
| 11  | 23. Juli 2022 | Jan Schiebl       | Christoph Pölzgutter | Niklas Keller     | Alice Riebler    | Sarah Hämmerle  | Gudrun Steiner   |
| 10  | 24. Juli 2021 | Günther Matzinger | Jakob Kaiser         | Christoph Biegler | Maria Reich      | Sabine Treffner | Marlena Polec    |
| 9   | 26. Juli 2020 | David Pawlik      | Christian Hanschitz  | Jakob Dorninger   | Viktoria Kneissl | Nina Loschmidt  | Bea Lohse        |

| ÖTRV – Staatsmeisterschaft Sprintdistanz |